# Cá heo mõm trắng
Lagenorhynchus albirostris là một loài động vật có vú trong họ Delphinidae, bộ Cetacea. Loài này được Gray mô tả năm 1846.

## Hình ảnh

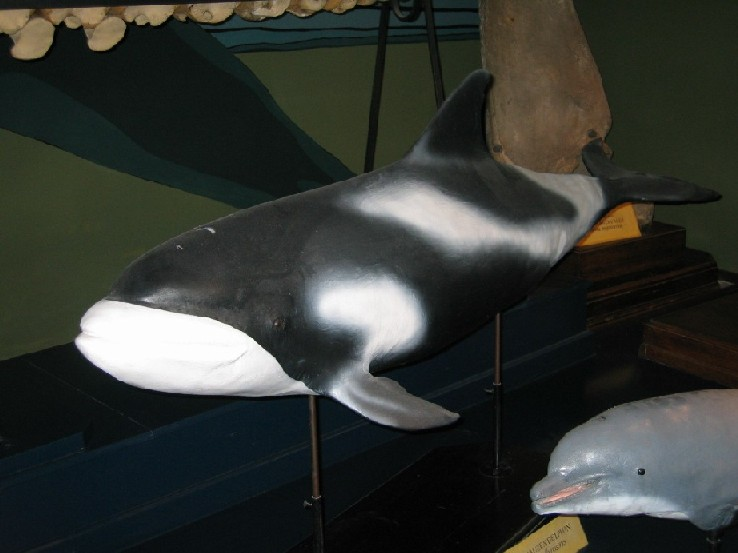
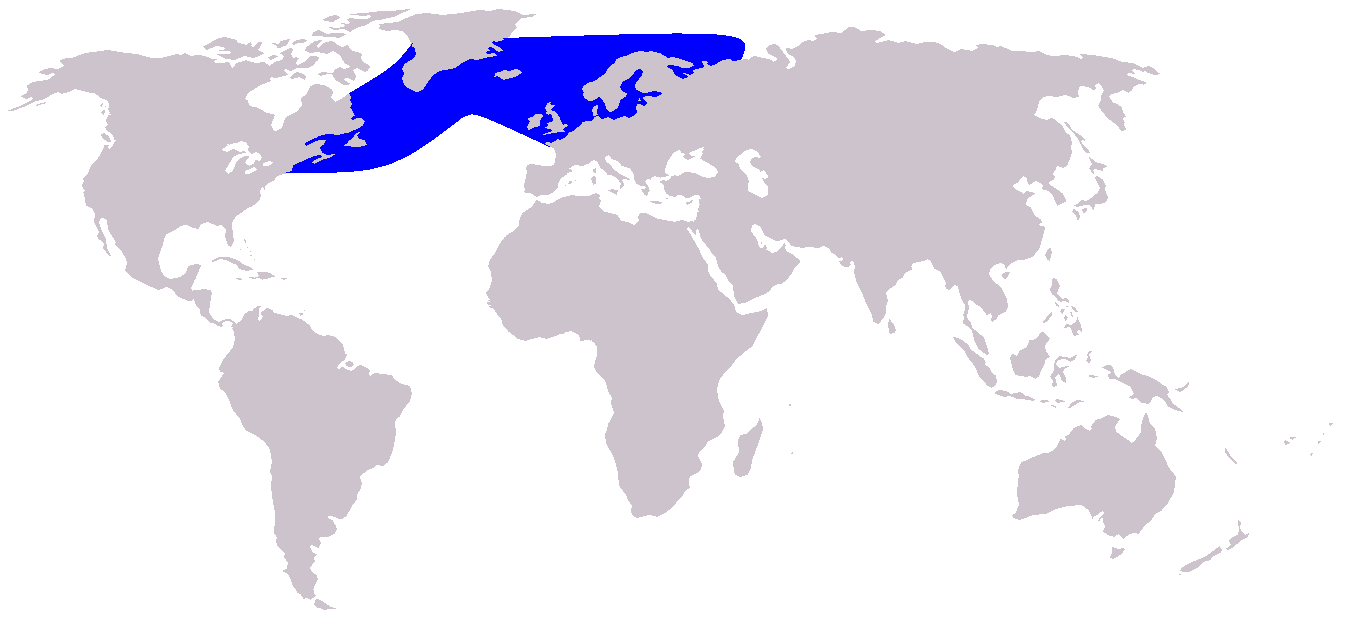
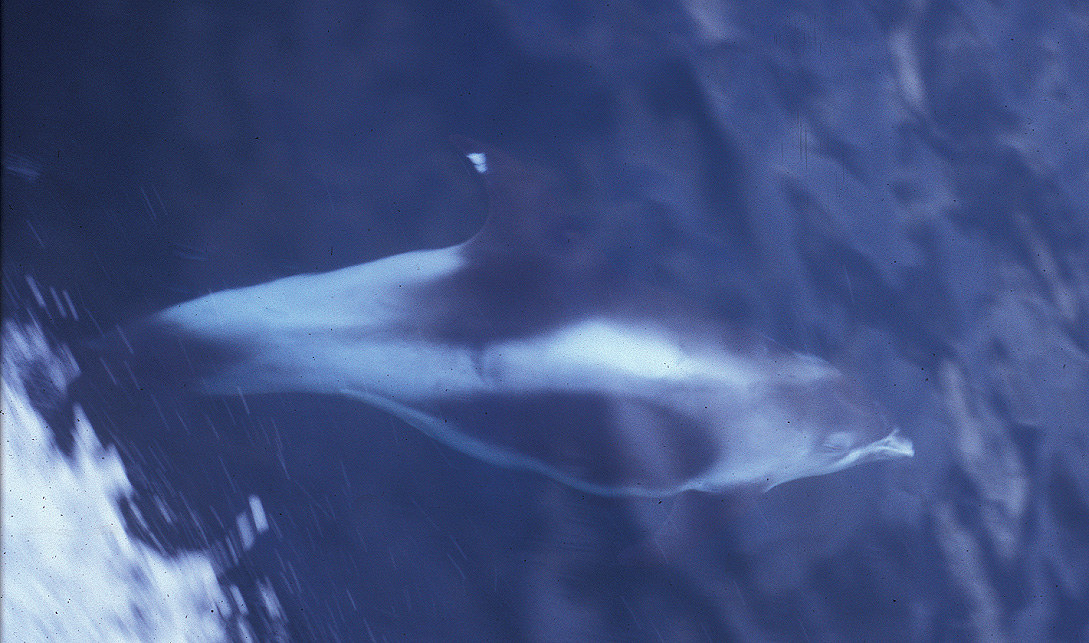
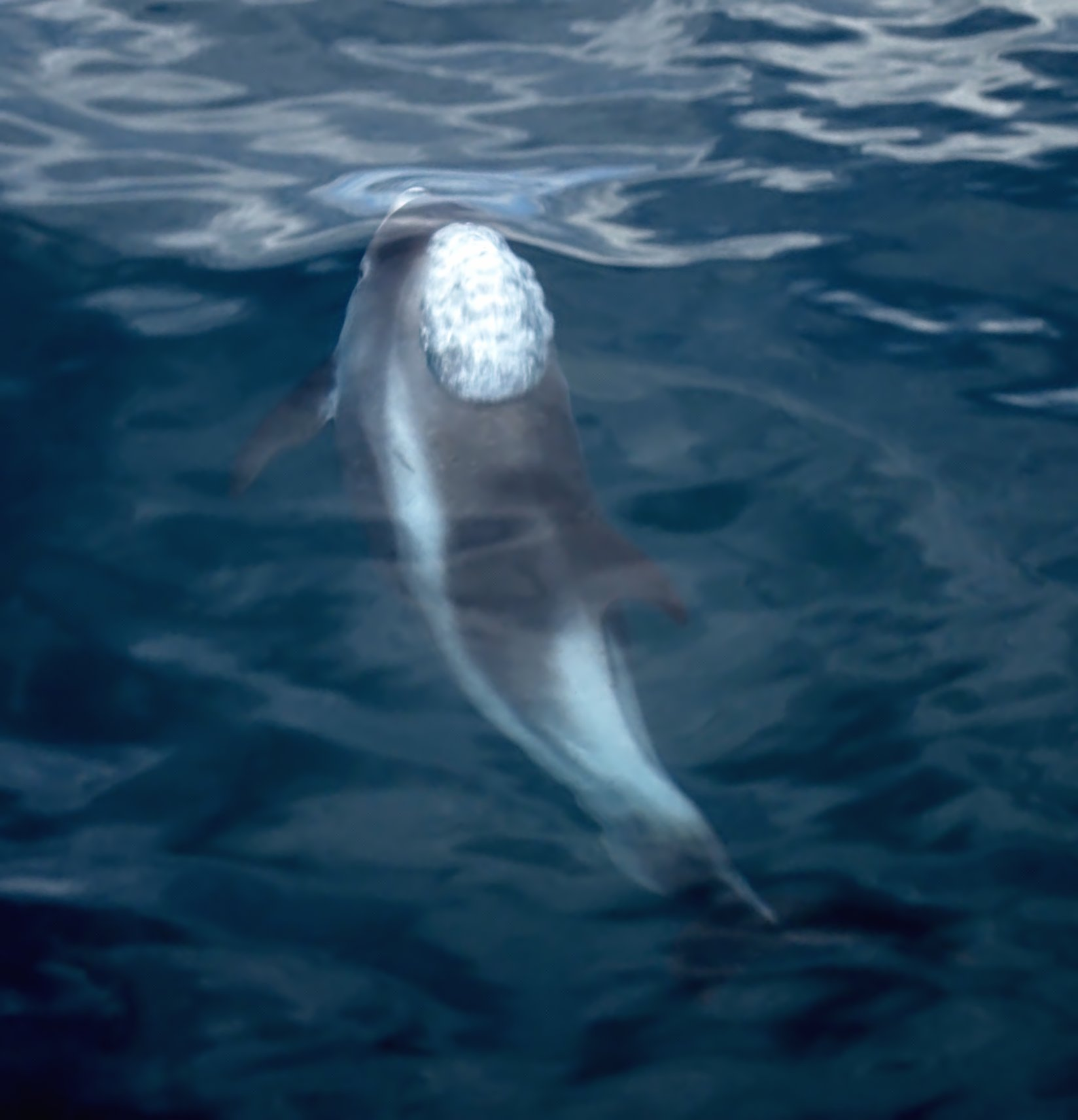